# Slipstream (videojuego)
Slipstream es un videojuego de carreras de 1995 desarrollado y publicado por Capcom para el hardware arcade Sega System 32.

## Jugabilidad
Slipstream es un juego de carreras arcade de F1. Cuenta com cuatro autos que tienen colores que hacen alusión a las marcas Benetton, McLaren, Ferrari y Williams y las cuatro pistas disponibles se basan en Alemania (Hockenheim), Japón (Suzuka), Australia (Adelaide) y Mónaco. Hay tres modos de juego disponibles:
- Contrarreloj: donde los jugadores seleccionan un recorrido e intentan superar el mejor tiempo;
- Campeonato Mundial: donde los jugadores compiten en 4 recorridos, teniendo que terminar en 3.er lugar por lo menos para calificar a la próxima carrera;
- Concurso de pases: donde los jugadores tienen que pasar un número determinado de autos, según la dificultad, para calificar para el siguiente de 4 cursos.

Después de elegir el modo de juego, los jugadores pueden elegir uno de los ocho autos, cada uno con diferente manejo, aceleración, velocidad máxima y agarre de lluvia. La principal característica de juego que le da nombre al juego es que los jugadores pueden activar un impulso turbo siguiendo la estela de otros autos. Los autos también tienen un medidor de turbo que se carga en cada nueva vuelta y se puede gastar presionando un botón, pero el deslizamiento es ilimitado.

## Desarrollo y lanzamiento
El desarrollo del juego se suspendió en algún momento, pero luego se reanudó. Es uno de, si no el primero, de los juegos de Capcom con la capacidad de conectar múltiples gabinetes juntos, pudiendo conectar hasta 6 máquinas.
El juego solo se lanzó en países de América Latina, aunque estaba previsto que se lanzara internacionalmente (hay mensajes en japonés en los datos del juego y una pantalla de "Los ganadores no usan drogas", que no se usan porque no había versión japonés o estadounidense).